# 384582 Juliasmith
384582 Juliasmith este o planetă minoră (asteroid), cu un diametru de 2,524 km, din centura de asteroizi. A fost descoperită pe 2 mai 2010 la Wise Observatory⁠(d) de Wide-field Infrared Survey Explorer⁠(d). 
Obiectul prezintă o orbită caracterizată de o semiaxă mare de 2,4111715829752 UAi, o excentricitate de 0,16716070091174, o înclinație de 5,2707750139648 ° în raport cu ecliptica.